# Station Odrowąż
Station Odrowąż is een spoorwegstation in de Poolse plaats Odrowąż.